# Painavu

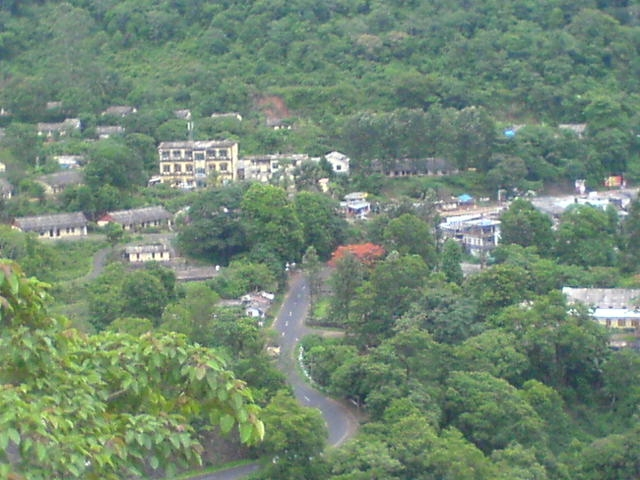
Vy över Painavu.

Painavu och distriktet Idukki utmärkt på karta över delstaten

Painavu är den administrativa huvudorten för distriktet Idukki i den indiska delstaten Kerala. Painavu ingår egentligen i det större byområdet Idukki, med totalt 21 724 invånare och som även omfattar områdena Cheruthoni, Idukki, Thadiyampadu och Vazhathope.